# Rezolucja Rady Bezpieczeństwa ONZ nr 219
Rezolucja Rady Bezpieczeństwa ONZ nr 219 została przyjęta jednomyślnie 17 grudnia 1965 r.
Rada potwierdziła swoje poprzednie rezolucje w kwestii cypryjskiej oraz przedłużyła mandat Sił Pokojowych ONZ na Cyprze na kolejne 3 miesiące do dnia 26 marca 1966 r.
Uchwała ta była ostatnią przyjętą przez 11 państw członkowskich. W następnym roku liczba członków Rady Bezpieczeństwa wzrosła do 15 członków.